# Barbus kessleri

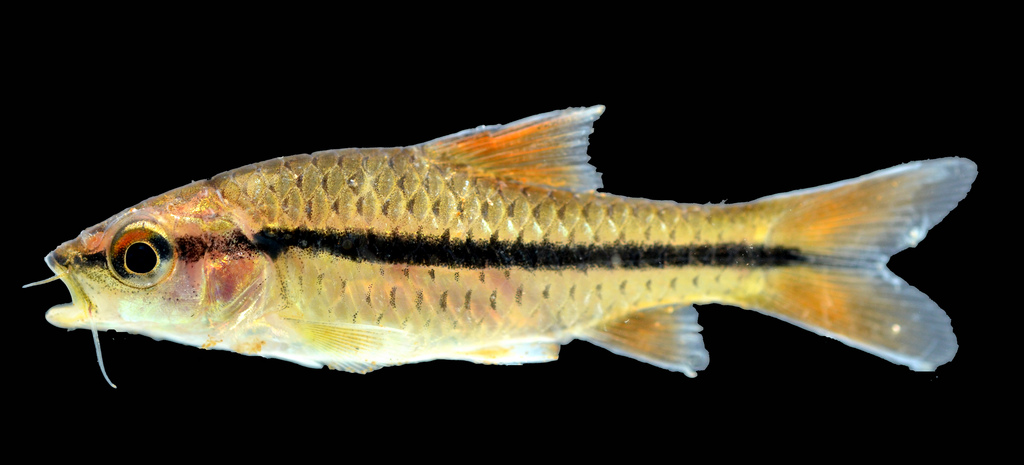
Imatge d'un especimen de Barbus kessleri.

Barbus kessleri és una espècie de peix cipriniforme de la família dels ciprínids.

## Morfologia
Els mascles poden assolir els 7,7 cm de longitud total.

## Distribució geogràfica
Es troba als rius d'Angola.